# فستوكة باردة
الفستوكة الباردة (باللاتينية: Festuca frigida) نوع نباتي يتبع جنس الفستوكة من الفصيلة النجيلية.

## الموئل والانتشار
ينتشر النبات في المغرب العربي وإسبانيا.

## الوصف النباتي
النبات عشبي معمر.

## مرادفات للاسم العلمي
- (باللاتينية: Festuca ovina var. frigida Hack.)